# Siergiej Ławrow

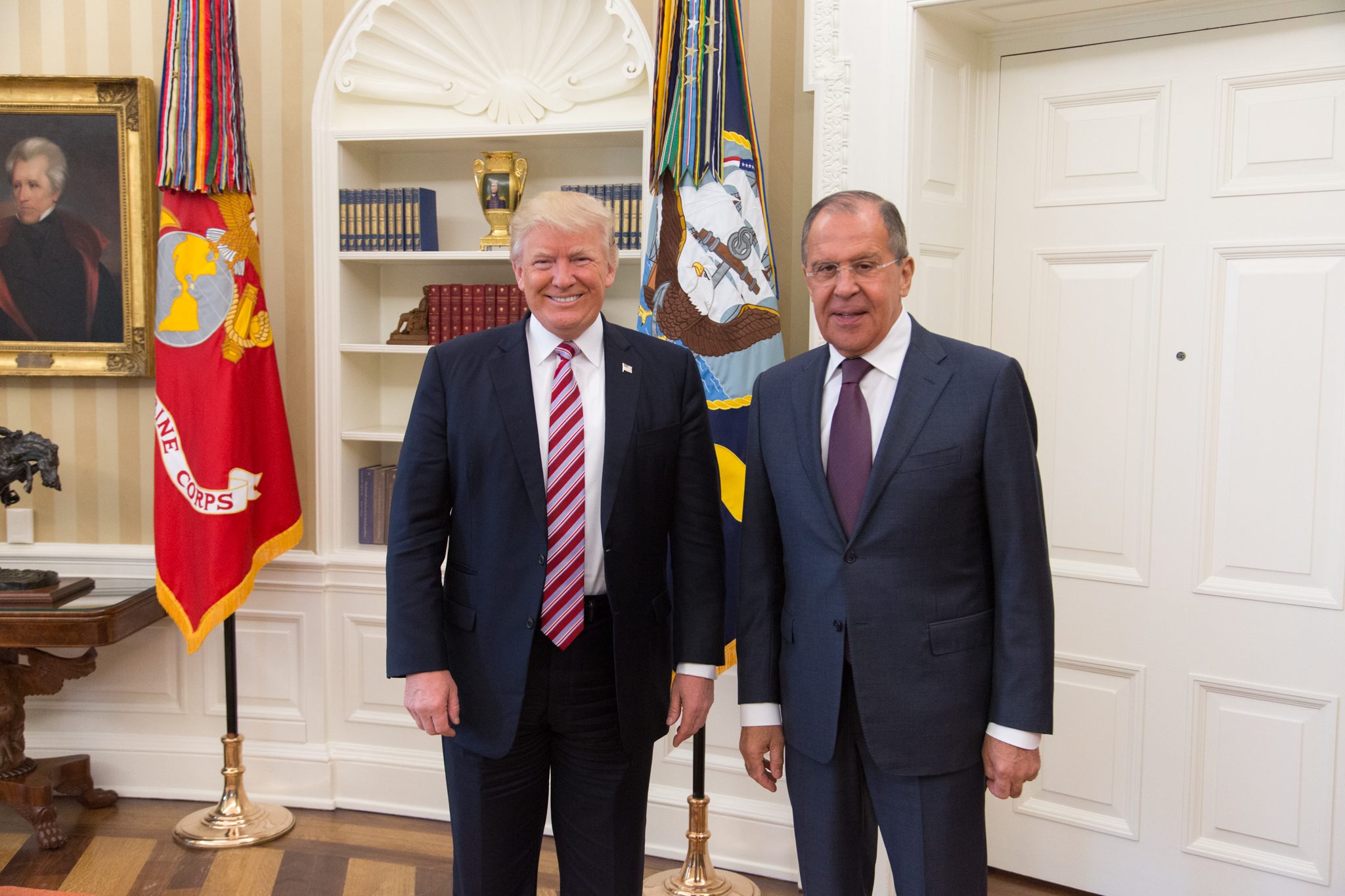
Siergiej Ławrow i prezydent Stanów Zjednoczonych Donald Trump w 2017

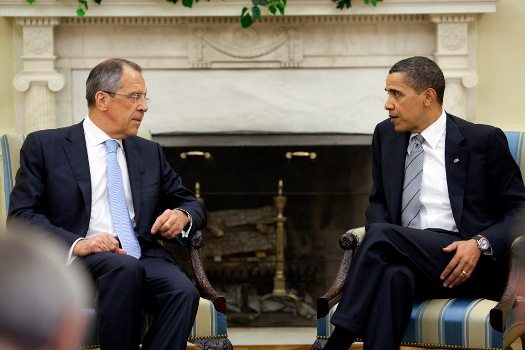
Siergiej Ławrow w trakcie rozmów z prezydentem Stanów Zjednoczonych Barackiem Obamą w gabinecie owalnym Białego Domu w 2009

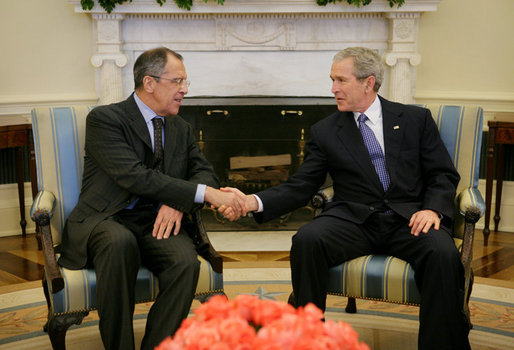
Siergiej Ławrow i George W. Bush w 2006

Siergiej Wiktorowicz Ławrow (ros. Сергей Викторович Лавров; ur. 21 marca 1950 w Moskwie) – rosyjski polityk i dyplomata. W latach 1992–1994 wiceminister spraw zagranicznych Federacji Rosyjskiej. W latach 1994–2004 stały przedstawiciel Federacji Rosyjskiej przy ONZ i Radzie Bezpieczeństwa ONZ. Od 9 marca 2004 minister spraw zagranicznych Federacji Rosyjskiej. Stały członek Rady Bezpieczeństwa Federacji Rosyjskiej.

## Życiorys

### Młodość
Urodził się w rodzinie o gruzińsko-ormiańskim pochodzeniu. W 2005 w Erywaniu, odpowiadając na pytanie, czy jego ormiańskie korzenie pomagają mu w jego pracy, Ławrow odpowiedział: „moje korzenie są gruzińskie – mój ojciec pochodzi z Tbilisi, ale krew jest naprawdę ormiańska”.
W 1972 został absolwentem Moskiewskiego Państwowego Instytutu Stosunków Międzynarodowych.

### Służba w dyplomacji Związku Radzieckiego
Początkowo zatrudnienie znalazł w Ministerstwie Spraw Zagranicznych ZSRR. Później został wysłany na Sri Lankę, gdzie pracował w ambasadzie ZSRR w Kolombo. Ławrow był wówczas tłumaczem, osobistym sekretarzem i asystentem ambasadora Rafiqa Nishonova. Po jakimś czasie uzyskał rangę attaché.
W 1976 wrócił do Moskwy. Pracował jako III i II sekretarz w Sekcji Międzynarodowych Stosunków Gospodarczych ZSRR. W latach 1981–1988 pełnił funkcje I sekretarza, radcy i starszego radcy w Stałym Przedstawicielstwie ZSRR przy Organizacji Narodów Zjednoczonych w Nowym Jorku. Po powrocie do kraju był zastępcą szefa, a od 1990 szefem Sekcji Międzynarodowych Stosunków Gospodarczych ZSRR.
Do 1991 był członkiem Komunistycznej Partii Związku Radzieckiego. Później pozostał politykiem bezpartyjnym.

### Służba w dyplomacji Federacji Rosyjskiej
W 1991, po rozpadzie Związku Radzieckiego, przeszedł do pracy w służbie dyplomatycznej Federacji Rosyjskiej. W 1992 został mianowany na stanowisko dyrektora Departamentu Organizacji Międzynarodowych i Problemów Globalnych w Ministerstwie Spraw Zagranicznych Federacji Rosyjskiej. 3 kwietnia 1992 objął stanowisko wiceministra spraw zagranicznych. Odpowiadał za działalność Departamentu Organizacji Międzynarodowych i Międzynarodowej Współpracy Gospodarczej, Wydziału ds. Praw Człowieka i Międzynarodowej Współpracy Kulturalnej oraz Departamentu ds. Wspólnoty Niepodległych Państw. Ze stanowiska został odwołany 3 listopada 1994.
Od 1994 do 2004 pełnił funkcje Stałego Przedstawiciela Federacji Rosyjskiej przy Organizacji Narodów Zjednoczonych oraz Radzie Bezpieczeństwa ONZ.
9 marca 2004 objął funkcję ministra spraw zagranicznych w Federacji Rosyjskiej w nowo utworzonym rządzie Michaiła Fradkowa.

### Minister spraw zagranicznych Federacji Rosyjskiej

#### Katastrofa w Smoleńsku
10 kwietnia 2010, decyzją premiera Władimira Putina, został jednym z członków specjalnej rosyjskiej komisji rządowej do zbadania przyczyn katastrofy polskiego Tu-154 w Smoleńsku.

#### Wojna domowa w Syrii
W 2012 był członkiem rosyjskiej delegacji, która udała się do Damaszku, aby potwierdzić poparcie rządu Federacji Rosyjskiej dla prezydenta Baszszara al-Asada.
W październiku 2019 potępił decyzję Donalda Trumpa o wysłaniu wojsk amerykańskich w celu ochrony pól naftowych Syrii i możliwej ich eksploatacji, argumentując, że „eksploatacja zasobów naturalnych suwerennego państwa bez jego zgody jest niezgodna z prawem”. Skrytykował także turecką inwazję na Rożawę i zaapelował do Turcji o poszanowanie integralności terytorialnej Syrii.

#### Działania wobec Ukrainy
Po referendum w sprawie statusu Krymu w marcu 2014 zaproponował, żeby Ukraina stała się niezależna od jakiegokolwiek bloku politycznego, ponadto powinna uznać język rosyjski jako drugi oficjalny na swoim terytorium i uchwalić konstytucję, przekształcającą ją w państwo federalne.
Kiedy liderzy G8 zagłosowali za oficjalnym zawieszeniem członkostwa Federacji Rosyjskiej, Ławrow oświadczył, że G8 była nieformalną organizacją, a członkostwo w niej było dla Rosji jedynie opcjonalne.
Ławrow przyznał, że Rosja ma kontakt z rebeliantami walczącymi z wojskami ukraińskimi, zaprzeczył jednak zarzutom USA i UE, że władze rosyjskie sponsorują działania separatystów na wschodzie Ukrainy.

#### Kryzys północnokoreański w 2017 r.
Ławrow porównał wojnę słów między prezydentem Stanów Zjednoczonym Donaldem Trumpem i przywódcą Korei Północnej Kim Dzong Unem do walki między dwojgiem dzieci. Wezwał do podjęcia rozmów z Chinami, w celu konstruktywnego rozwiązania kryzysu. Powiedział również, że Stany Zjednoczone nie przeprowadzą ataku militarnego na Koreę Północną, ponieważ mają świadomość posiadania przez to państwo arsenału nuklearnego.

#### Kwestia braku obywatelstwa dla ludności rosyjskiej w krajach nadbałtyckich
Wielokrotnie krytykował brak obywatelstwa dla Rosjan mieszkających na Łotwie i w Estonii, nazywając problem „hańbą dla Unii Europejskiej”.

#### Sankcje nakładane przez kraje zachodnie
Ławrow krytykował sankcje nakładane przez Stany Zjednoczone wobec krajów takich jak Iran, Turcja i Rosja. W lutym 2022 stał się jedną z osób objętych sankcjami po rosyjskim ataku na Ukrainę.

## Życie prywatne
Żonaty z Marią Aleksandrowną. Ma córkę Jekatierinę (ur. 1982 w Nowym Jorku). W 2010 został dziadkiem.
Siergiej Ławrow potrafi mówić płynnie po angielsku, francusku, malediwsku i syngalesku.

## Ordery, odznaczenia i wyróżnienia
- Bohater Pracy Federacji Rosyjskiej (2020)[25]
- Order św. Apostoła Andrzeja Pierwszego Powołania (2025)[26]
- Order „Za zasługi dla Ojczyzny” I klasy (2015)[27]
- Order „Za zasługi dla Ojczyzny” II klasy (2010)[28]
- Order „Za zasługi dla Ojczyzny” III klasy (2005)[29]
- Order „Za zasługi dla Ojczyzny” IV klasy (1998)[30]
- Order Honoru (1996)[31]
- Order Gwiazdy Polarnej (Jakucja, 2012)[32]
- Medal Stołypina II klasy (2020)[33]
- Order „Za zasługi dla obwodu kaliningradzkiego” (2014)[34]
- Odznaka „Za zasługi dla obwodu moskiewskiego” (2010)[35]
- Honorowy medal „Za udział w programach ONZ” (Organizacja Narodów Zjednoczonych, 2005)[36]
- Siergiej Ławrow podczas spotkania z sekretarzem stanu Johnem Kerrym w 2016

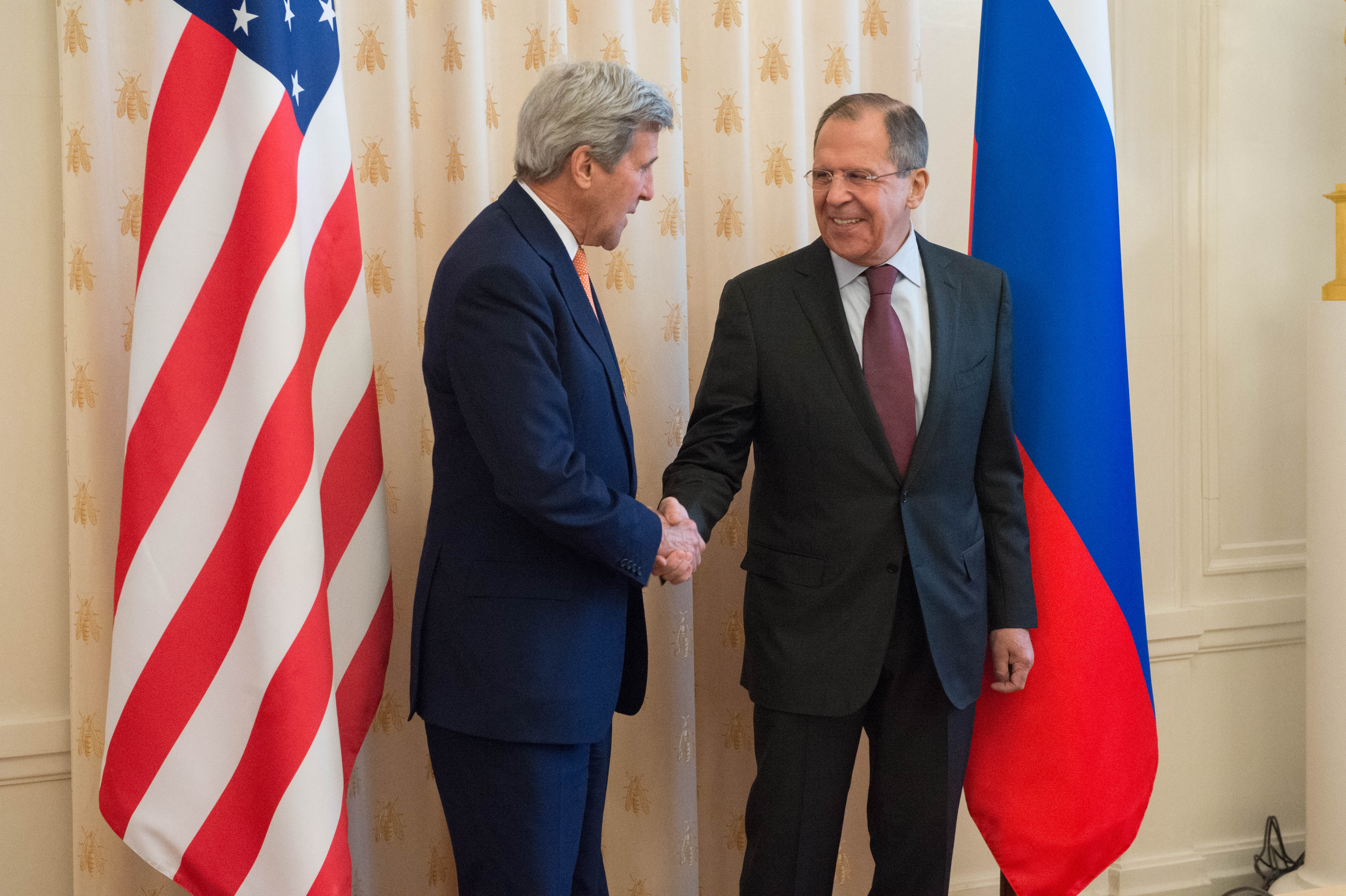
Siergiej Ławrow podczas spotkania z sekretarzem stanu Johnem Kerrym w 2016

Order Wspólnoty (Wspólnota Niepodległych Państw, 2007)
- Medal „Za wkład w utworzenie Eurazjatyckiej Unii Gospodarczej” I klasy (Euroazjatycka Unia Gospodarcza, 2015)[37]
- Order Przyjaźni Narodów (Białoruś, 2006)[38]
- Order św. Mesropa Masztoca (Armenia, 2010)[39]
- Order Przyjaźni (Wietnam, 2009)
- Order Honoru (Osetia Południowa, 2010)[40]
- Order Przyjaźni I klasy (Kazachstan, 2012)[41]
- Order Przyjaźni II klasy (Kazachstan, 2005)
- Order Lamparta I klasy (Kazachstan, 2020)[42]
- Order „Danaker” (Kirgistan, 2017)[43]
- Order Przyjaźni (Laos)
- Order Przyjaźni (Uzbekistan, 2020)[44]
- Order Makariosa III (Cypr, 2020)[45]
- Order Flagi Serbskiej I klasy (Serbia, 2016)[potrzebny przypis]
- Order Republiki Serbskiej (Republika Serbska, 2018)[46][47]
- Krzyż Wielki Orderu Słońca Peru (Peru, 2007)[48]
- Siergiej Ławrow witający się z papieżem Franciszkiem w 2015

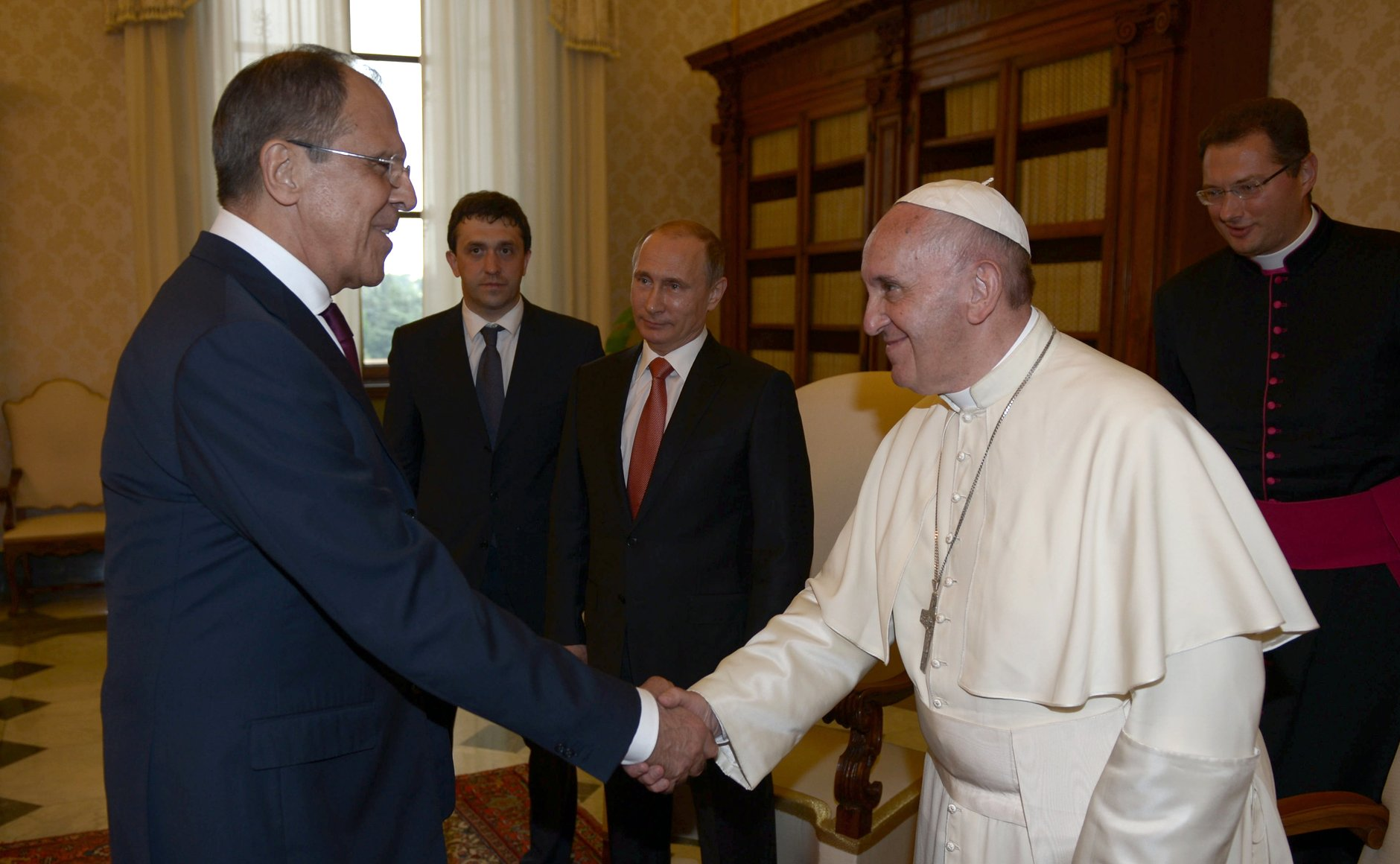
Siergiej Ławrow witający się z papieżem Franciszkiem w 2015

Krzyż Wielki Orderu Świętej Agaty (San Marino, 2019)
- Zasłużony pracownik służby dyplomatycznej Federacji Rosyjskiej (2004)[50]
- Honorowy Certyfikat Prezydenta Federacji Rosyjskiej (2010)[51]
- Pamiątkowy Złoty Medal Siergieja Michałkowa (2015)[52]
- Powszechna Nagroda św. księcia Aleksandra Newskiego (2014)[53]
- Honorowy Certyfikat Rady Wspólnego Bezpieczeństwa Organizacji Układu o Bezpieczeństwie Zbiorowym (2011)[54]
- Order Świętego Sergiusza Radoneżskiego I klasy (2015)
- Order Świętego Księcia Daniela Moskiewskiego I klasy (2010)[55]
- Order Świętego Księcia Daniela Moskiewskiego II klasy
- Narodowa nagroda „Cesarska kultura” im. Eduarda Wołodina (2015)[56]
- Honorowy obywatel Managui[57]
- Honorowy obywatel Gwatemali (2010)[58]
- Honorowy obywatel nogińskiego rejonu obwodu moskiewskiego (2014)[59]
- Doktor honoris causa Dońskiego Państwowego Uniwersytetu Technicznego
- Doktor honoris causa Słowiańskiego Uniwersytetu Tadżycko-Rosyjskiego[60]
- Doktor honoris causa Kirgisko-Rosyjskiego Uniwersytetu Słowiańskiego[61]
- Doktor honoris causa w dyplomacji Uniwersytetu w Pireusie[62]
- Złoty Medal Państwowego Uniwersytetu w Erywaniu (2007)[63]